# Castanhal (tiểu vùng)
Castanhal là một tiểu vùng thuộc bang Pará, Brasil. Tiều vùng này có diện tích 3761 km², dân số năm 2007 là 225901 người.